# Ravinia postnoda
Ravinia postnoda är en tvåvingeart som först beskrevs av Carroll William Dodge 1968.  Ravinia postnoda ingår i släktet Ravinia och familjen köttflugor. Inga underarter finns listade i Catalogue of Life.